# 3000本安打クラブ
3000本安打クラブ（さんぜんぼん あんだクラブ。3,000 Hits Club）とは、MLBで通算3000本以上の安打を達成した選手の呼称である。
2024年のシーズン終了時点で達成者は33人。それらの多くがアメリカ野球殿堂に選ばれている。

## 3000本安打

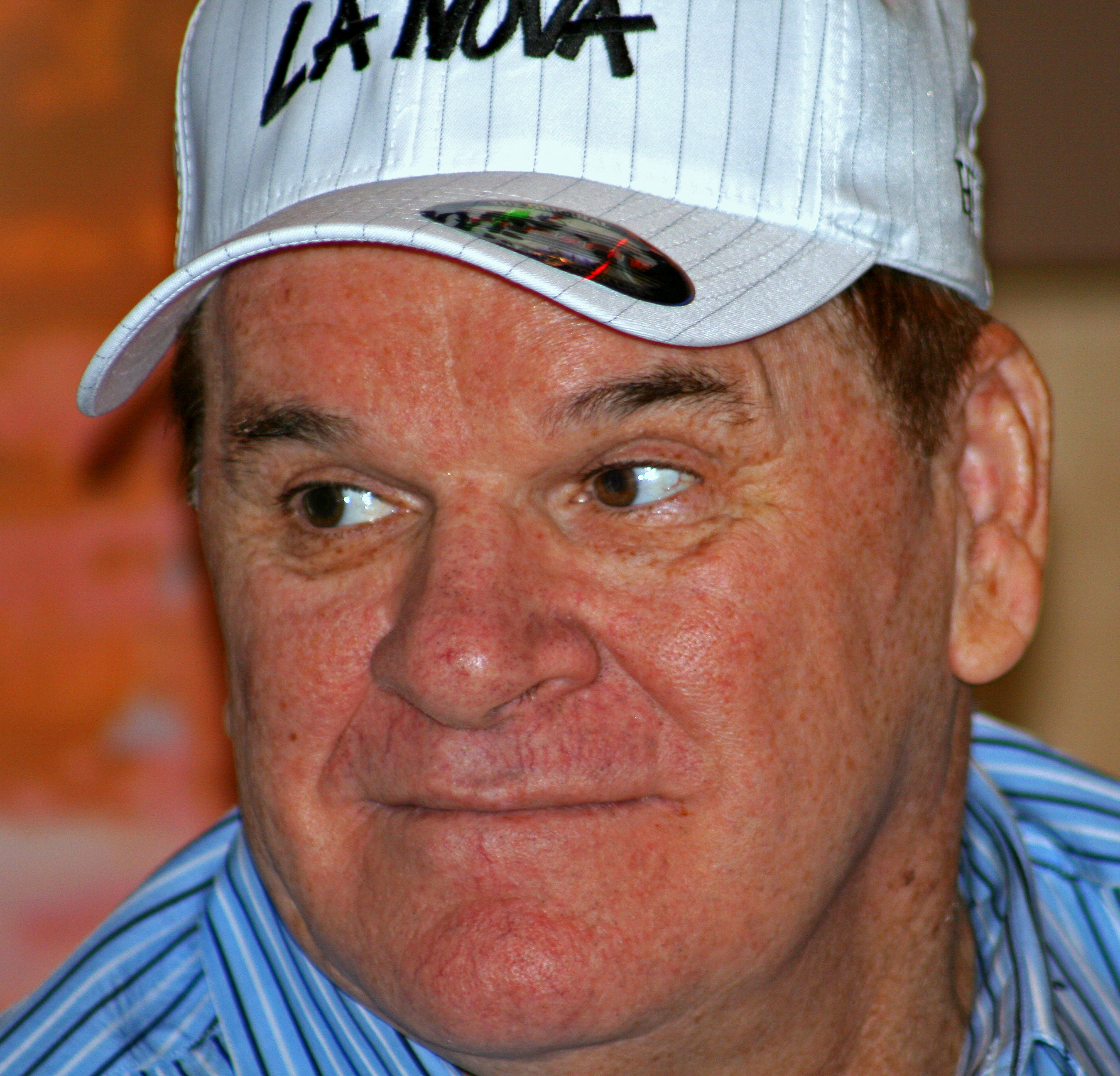
ピート・ローズ

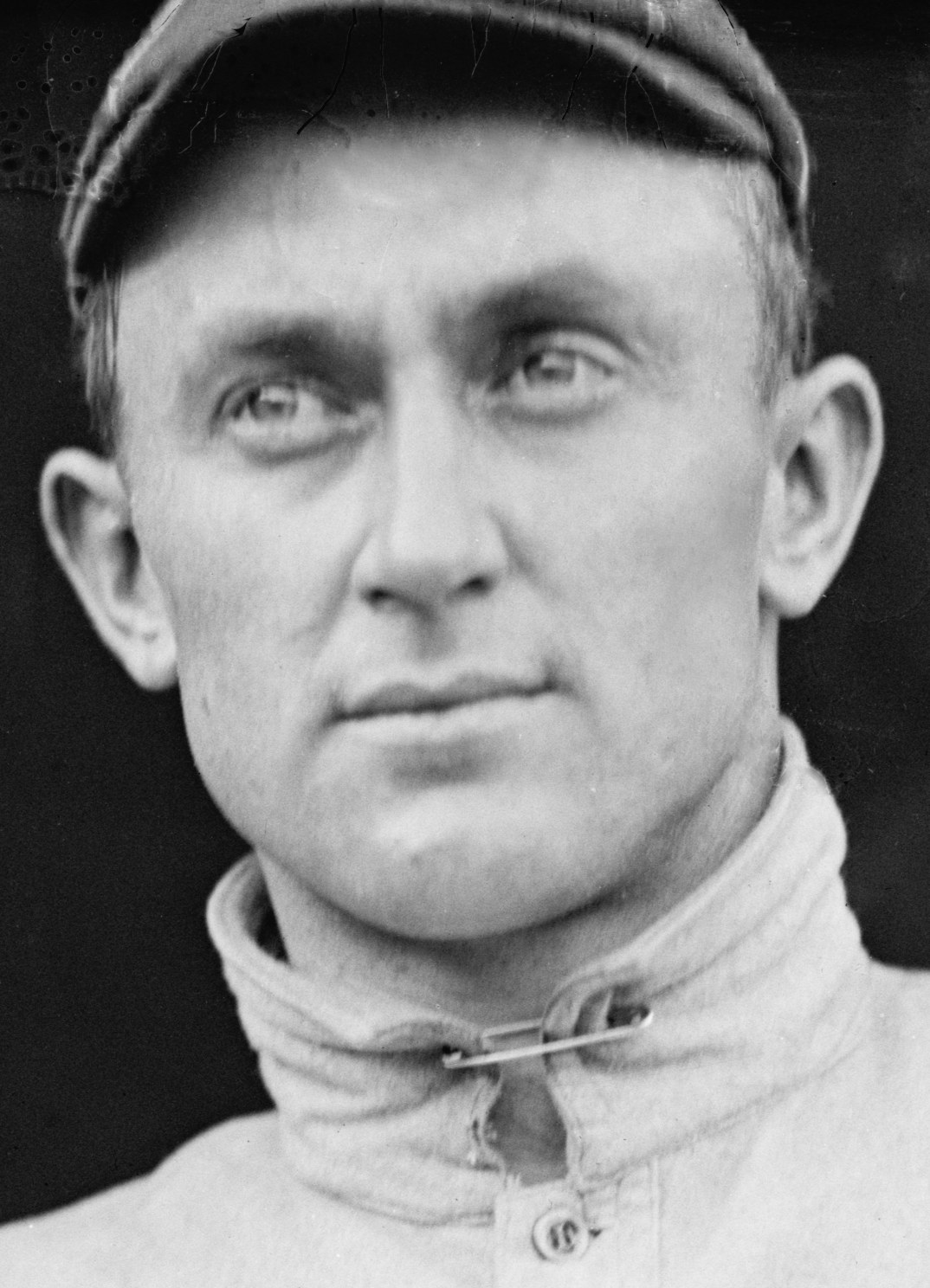
タイ・カッブ

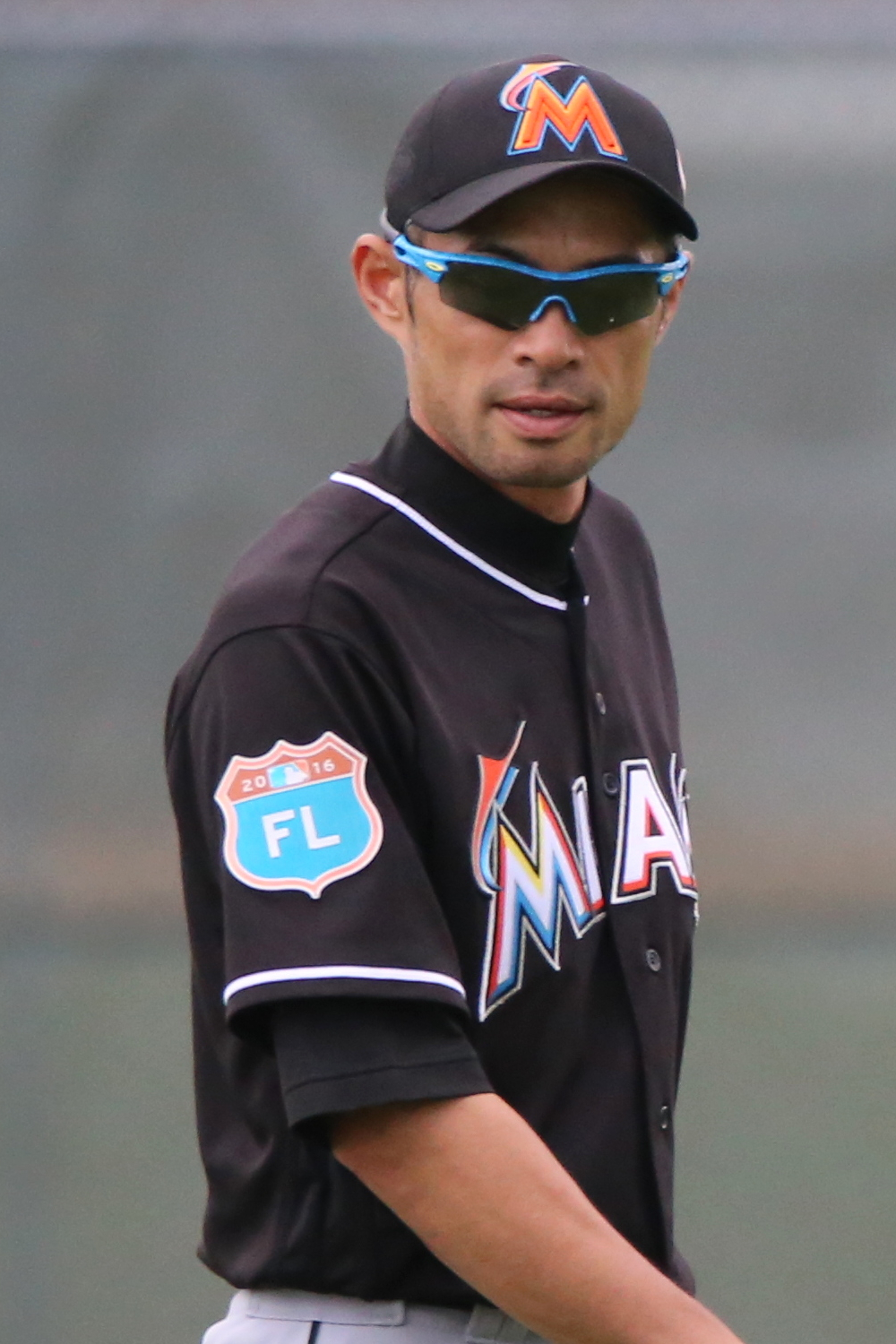
アジア出身者初の3000本安打達成者のイチロー

| 順 位 | 選手名                   | 安 打 数 | 3000本安打 達 成 日 | 達 成 順 | 達 成 年 齢 | 達成 打数 | 達成 試合数 | 3000 本目の 安打 | 達成時のチーム                 | 200 安打 達成 | 最多 安打 記録 |
| ----- | ------------------------ | -------- | ------------------- | -------- | ----------- | --------- | ----------- | ---------------- | ------------------------------ | ------------- | -------------- |
| 1     | ピート・ローズ           | 4256     | 1978年5月5日        | 13       | 37          | 9690      | 2370        | 単打             | シンシナティ・レッズ           | 10            | 7              |
| 2     | タイ・カッブ             | 4191     | 1921年8月19日       | 4        | 34          | 8093      | 2135        | 単打             | デトロイト・タイガース         | 9             | 8              |
| 3     | ハンク・アーロン         | 3771     | 1970年5月17日       | 9        | 36          | 9566      | 2460        | 単打             | アトランタ・ブレーブス         | 3             | 2              |
| 4     | スタン・ミュージアル     | 3630     | 1958年5月13日       | 8        | 37          | 8774      | 2301        | 二塁打           | セントルイス・カージナルス     | 6             | 6              |
| 5     | トリス・スピーカー       | 3514     | 1925年5月17日       | 5        | 37          | 8625      | 2341        | 単打             | クリーブランド・インディアンス | 4             | 2              |
| 6     | デレク・ジーター         | 3465     | 2011年7月9日        | 28       | 37          | 9604      | 2362        | 本塁打           | ニューヨーク・ヤンキース       | 8             | 2              |
| 7     | カール・ヤストレムスキー | 3419     | 1979年9月12日       | 15       | 40          | 10418     | 2848        | 単打             | ボストン・レッドソックス       | 0             | 2              |
| 8     | ホーナス・ワグナー       | 3415     | 1914年6月9日        | 2        | 40          | 8801      | 2332        | 二塁打           | ピッツバーグ・パイレーツ       | 2             | 2              |
| 9     | アルバート・プホルス     | 3384     | 2018年5月4日        | 32       | 38          | 9858      | 2606        | 単打             | ロサンゼルス・エンゼルス       | 1             | 1              |
| 10    | ポール・モリター         | 3319     | 1996年9月16日       | 21       | 40          | 9750      | 2411        | 三塁打           | ミネソタ・ツインズ             | 4             | 3              |
| 11    | エディ・コリンズ         | 3315     | 1925年6月3日        | 6        | 38          | 9029      | 2505        | 単打             | シカゴ・ホワイトソックス       | 1             | 0              |
| 12    | ウィリー・メイズ         | 3283     | 1970年7月18日       | 10       | 39          | 9802      | 2639        | 単打             | サンフランシスコ・ジャイアンツ | 1             | 1              |
| 13    | エディ・マレー           | 3255     | 1995年6月30日       | 20       | 39          | 10392     | 2764        | 単打             | クリーブランド・インディアンス | 0             | 0              |
| 14    | ナップ・ラジョイ         | 3242     | 1914年9月27日       | 3        | 39          | 8630      | 2224        | 二塁打           | クリーブランド・ナップス       | 4             | 4              |
| 15    | カル・リプケン・ジュニア | 3184     | 2000年4月15日       | 24       | 39          | 10803     | 2800        | 単打             | ボルチモア・オリオールズ       | 2             | 1              |
| 16    | ミゲル・カブレラ         | 3174     | 2022年4月23日       | 33       | 39          | 9665      | 2600        | 単打             | デトロイト・タイガース         | 1             | 0              |
| 17    | エイドリアン・ベルトレ   | 3166     | 2017年7月30日       | 31       | 38          | 10479     | 2780        | 二塁打           | テキサス・レンジャーズ         | 1             | 1              |
| 18    | ジョージ・ブレット       | 3154     | 1992年9月30日       | 18       | 39          | 9779      | 2559        | 単打             | カンザスシティ・ロイヤルズ     | 2             | 3              |
| 19    | ポール・ウェイナー       | 3152     | 1942年6月19日       | 7        | 39          | 8925      | 2314        | 単打             | ボストン・ブレーブス           | 8             | 2              |
| 20    | ロビン・ヨーント         | 3142     | 1992年9月9日        | 17       | 36          | 10473     | 2708        | 単打             | ミルウォーキー・ブルワーズ     | 1             | 1              |
| 21    | トニー・グウィン         | 3141     | 1999年8月6日        | 22       | 39          | 8874      | 2284        | 単打             | サンディエゴ・パドレス         | 5             | 7              |
| 22    | アレックス・ロドリゲス   | 3115     | 2015年6月19日       | 29       | 39          | 10035     | 2631        | 本塁打           | ニューヨーク・ヤンキース       | 3             | 1              |
| 23    | デーブ・ウィンフィールド | 3110     | 1993年9月16日       | 19       | 41          | 10559     | 2840        | 単打             | ミネソタ・ツインズ             | 0             | 0              |
| 24    | イチロー                 | 3089     | 2016年8月7日        | 30       | 42          | 9567      | 2452        | 三塁打           | マイアミ・マーリンズ           | 10            | 7              |
| 25    | クレイグ・ビジオ         | 3060     | 2007年6月28日       | 27       | 41          | 10645     | 2781        | 単打             | ヒューストン・アストロズ       | 1             | 0              |
| 26    | リッキー・ヘンダーソン   | 3055     | 2001年10月7日       | 25       | 42          | 10710     | 2979        | 二塁打           | サンディエゴ・パドレス         | 1             | 0              |
| 27    | ロッド・カルー           | 3053     | 1985年8月4日        | 16       | 39          | 9101      | 2417        | 単打             | カリフォルニア・エンゼルス     | 4             | 3              |
| 28    | ルー・ブロック           | 3023     | 1979年8月13日       | 14       | 40          | 10324     | 2629        | 単打             | セントルイス・カージナルス     | 4             | 0              |
| 29    | ラファエル・パルメイロ   | 3020     | 2005年7月15日       | 26       | 40          | 10393     | 2809        | 二塁打           | ボルチモア・オリオールズ       | 1             | 1              |
| 30    | キャップ・アンソン       | 3011     | 1894年7月18日       | 1        | 42          | -         | -           | 単打             | シカゴ・コルツ                 | 0             | 1              |
| 31    | ウェイド・ボッグス       | 3010     | 1999年8月7日        | 23       | 41          | 9151      | 2430        | 本塁打           | タンパベイ・デビルレイズ       | 7             | 1              |
| 32    | アル・ケーライン         | 3007     | 1974年9月24日       | 12       | 39          | 10096     | 2825        | 二塁打           | デトロイト・タイガース         | 1             | 1              |
| 33    | ロベルト・クレメンテ     | 3000     | 1972年9月30日       | 11       | 38          | 9454      | 2433        | 二塁打           | ピッツバーグ・パイレーツ       | 4             | 2              |

- 背景色の■はアメリカ野球殿堂入り、■は現役を表す（現役は該当者なし。後述）。
- ピート・ローズは野球賭博による永久追放、アレックス・ロドリゲス、ラファエル・パルメイロは禁止薬物使用疑惑、アルバート・プホルス、ミゲル・カブレラは引退後5年以内のため野球殿堂入りしていない（アメリカ野球殿堂#殿堂入りを参照）。
- 2024年のシーズン終了時点[5]。
  - 上記の記録は「The Elias Sports Bureau」社による。

### 達成が近い現役選手
- 該当者なし（現役最多は、フレディ・フリーマンの2267安打）。
  - 2024年のシーズン終了時点[6]。

## 4000本安打
- 達成者はピート・ローズとタイ・カッブの2人。

| 選 手 名       | 安 打 数 | 4000本安打達成 | 同 年 齢 | 達 成 時 の チ ー ム             |
| -------------- | -------- | -------------- | -------- | -------------------------------- |
| ピート・ローズ | 4256     | 1984年4月13日  | 42       | シンシナティ・レッズ             |
| タイ・カッブ   | 4191     | 1927年7月18日  | 40       | フィラデルフィア・アスレチックス |

### 他リーグとの合算で4000本安打

#### マイナーリーグとの合算
ピート・ローズはマイナーで427安打（ランクD249本、ランクA178本）を記録し、MLBとの合算では4683本、タイ・カッブはマイナーで（マイナー記録不明の年度と箇所あり）166安打（ランクC）、キューバ・リーグで7安打を記録し、MLBとの合算では4364本となる（Baseball-Referenceではカッブのメジャー記録を4189本としており、こちらを採れば4362本）。
他にハンク・アーロンの4095本（3771+324〈ランクC116本、ランクA208本〉）、ジガー・スタッツの4093本（737+3356〈ランクAA〉）、デレク・ジーターの4019本（3465+554〈ランクA161本、ランクA+98、ランクAA56本、ランクAAA204本〉）、スタン・ミュージアルの4001本（3630+371〈ランクD167本、ランクC132本、ランクAA72本〉）がいる。

#### MLB傘下外のリーグとの合算
イチローは2013年8月21日にNPB一軍とMLB通算での4000本安打を達成した。NPB一軍とMLBの通算安打数は4367本であり、世界のプロ野球の一軍における通算安打数では世界一の記録である（マイナーも含めると判明している記録ではピート・ローズの4683本が世界一）。この他にもNPB二軍で安打を156本記録しており、これを合算すると通算安打数は4523本となる。
フリオ・フランコは、MLB、NPB、KBOリーグ、メキシカン・リーグ、リーガ・デ・ベイスボル・プロフェシオナル・デ・ラ・レプブリカ・ドミニカーナ（ドミニカ・ウィンターリーグ）、ユナイテッドリーグ・ベースボール、BCリーグで通算4259本の安打を記録している。

### メジャーリーグ
- 500本塁打クラブ
- 300-300クラブ
- 300勝クラブ
- 300セーブクラブ
- 3000奪三振クラブ

### 日本プロ野球
- 日本プロ野球名球会：日本プロ野球（NPB）のみ、または日米通算での2000本安打達成者。
- 張本勲：2024年のシーズン終了時点で、日本プロ野球（NPB）のみで通算3000本安打を達成した唯一の人物。
- イチロー：日米通算で4367安打。